# Сан-Паулу-Конгоньяс
Міжнародний аеропорт «Конгоньяс-Сан-Паулу» (порт. Aeroporto Internacional de Congonhas/São Paulo, IATA: CGH, ICAO: SBSP) — один з трьох комерційних аеропортів міста Сан-Паулу, розташований за 8 км від центру міста на проспекті Вашингтон-Луїс, в районі Кампу-Белу. Аеропортом володіє місто Сан-Паулу, управляється він компанією Infraero. У 2007 він був найжвавішим аеропортом Бразилії за числом виконаних рейсів і другим за числом пасажирообороту, із повним числом рейсів 205 130 і 15 244 401 перевезених пасажирів.